# Pierre Pilote
Joseph Albert Pierre Paul Pilote (ur. 11 grudnia 1931 w Jonquière, zm. 9 września 2017) – kanadyjski hokeista na lodzie grający na pozycji obrońcy. Po pobycie w juniorskim zespole St. Catharines Teepees z Ontario Hockey Association (OHA) występował w Buffalo Bisons z profesjonalnej ligi niższego szczebla American Hockey League (AHL). Pilote zagrał łącznie 890 meczów w National Hockey League (NHL). Strzelił 80 goli i zanotował 418 asyst, osiągając 498 punktów w 13 sezonach z Chicago Black Hawks i jednym z Toronto Maple Leafs.

## Wczesne życie
Urodził się w Lac Kénogami (obecnie Jonquière, jedna z dzielnic miasta Saguenay). W wieku 14 lat przeniósł się wraz z rodziną do Fort Erie. Ponieważ lokalne lodowisko zostało zniszczone podczas burzy, Pilote swój pierwszy zorganizowany mecz hokeja zagrał w wieku 17 lat.

## Kariera
W trakcie kariery jako drugi hokeista w historii (w 1963, 1964 i 1965) otrzymywał 3 razy z rzędu Trofeum Jamesa Norrisa dla najlepszego obrońcy NHL (pierwszym był Doug Harvey, po Pilote trzy lata z rzędu po nagrodę sięgali jeszcze Bobby Orr i Nicklas Lidström), a w 1962, 1966 i 1967 był drugi. Był wybierany do pierwszej lub drugiej drużyny All-Star we wszystkich sezonach od 1960 do 1967. W trakcie kariery był uważany za człowieka o żelaznym zdrowiu, co pokazał rozgrywając 376 kolejnych meczów bez siadania na ławce. W Black Hawks występował z numerem 3 na koszulce, grając w jednej linii z Elmerem Vasko. Razem stworzyli jeden z najlepszych defensywnych duetów w historii ligi.
W 1961 Black Hawks sięgnęli po Puchar Stanleya, a na początku kolejnego sezonu Pilote został kapitanem drużyny, którym był aż do 1968.
Pilote był jednym z najtwardszych zawodników w lidze, nigdy nie odmawiał rywalowi walki. W jednym ze spotkań znokautował 2 zawodników, Henriego i Maurice'a Richardów w jednej lodowiskowej sprzeczce. Nie bał się osłonić bramki przed krążkiem swoim ciałem.
12 listopada 2008 podczas uroczystości w United Center klub Chicago Blackhawks zastrzegł numer 3, z którym na koszulce występował Pierre Pilote. Zmarł 9 września 2017 w wieku 85 lat.

## Statystyki
M = rozegrane mecze; G = Gole; A = asysty; Pkt = punkty; Min = minuty na ławce kar

| 1950–51   | St. Catharines Teepees | OHA-Jr.   | 54  | 13 | 13  | 26  | 230  | 9  | 2 | 2  | 4  | 23  |
| 1951–52   | St. Catharines Teepees | OHA-Jr.   | 52  | 21 | 32  | 53  | 139  | 14 | 3 | 12 | 15 | 50  |
| 1951–52   | Buffalo Bisons         | AHL       | 2   | 0  | 1   | 1   | 4    | —  | — | —  | —  | —   |
| 1952–53   | Buffalo Bisons         | AHL       | 61  | 2  | 14  | 16  | 85   | —  | — | —  | —  | —   |
| 1953–54   | Buffalo Bisons         | AHL       | 67  | 2  | 28  | 30  | 108  | 3  | 0 | 0  | 0  | 6   |
| 1954–55   | Buffalo Bisons         | AHL       | 63  | 10 | 28  | 38  | 120  | 10 | 0 | 4  | 4  | 18  |
| 1955–56   | Chicago Black Hawks    | NHL       | 20  | 3  | 5   | 8   | 34   | —  | — | —  | —  | —   |
| 1955–56   | Buffalo Bisons         | AHL       | 43  | 0  | 11  | 11  | 118  | 5  | 0 | 2  | 2  | 4   |
| 1956–57   | Chicago Black Hawks    | NHL       | 70  | 3  | 14  | 17  | 117  | —  | — | —  | —  | —   |
| 1957–58   | Chicago Black Hawks    | NHL       | 70  | 6  | 24  | 30  | 91   | —  | — | —  | —  | —   |
| 1958–59   | Chicago Black Hawks    | NHL       | 70  | 7  | 30  | 37  | 79   | 6  | 0 | 2  | 2  | 10  |
| 1959–60   | Chicago Black Hawks    | NHL       | 70  | 7  | 38  | 45  | 100  | 4  | 0 | 1  | 1  | 8   |
| 1960–61   | Chicago Black Hawks    | NHL       | 70  | 6  | 29  | 35  | 165  | 12 | 3 | 12 | 15 | 8   |
| 1961–62   | Chicago Black Hawks    | NHL       | 59  | 7  | 35  | 42  | 97   | 12 | 0 | 7  | 7  | 8   |
| 1962–63   | Chicago Black Hawks    | NHL       | 59  | 8  | 18  | 26  | 57   | 6  | 0 | 8  | 8  | 8   |
| 1963–64   | Chicago Black Hawks    | NHL       | 70  | 7  | 46  | 53  | 84   | 7  | 2 | 6  | 8  | 6   |
| 1964–65   | Chicago Black Hawks    | NHL       | 68  | 14 | 45  | 59  | 162  | 12 | 0 | 7  | 7  | 22  |
| 1965–66   | Chicago Black Hawks    | NHL       | 51  | 2  | 34  | 36  | 60   | 6  | 0 | 2  | 2  | 10  |
| 1966–67   | Chicago Black Hawks    | NHL       | 70  | 6  | 46  | 52  | 90   | 6  | 2 | 4  | 6  | 6   |
| 1967–68   | Chicago Black Hawks    | NHL       | 74  | 1  | 36  | 37  | 69   | 11 | 1 | 3  | 4  | 12  |
| 1968–69   | Toronto Maple Leafs    | NHL       | 69  | 3  | 18  | 21  | 46   | 4  | 0 | 1  | 1  | 4   |
| NHL razem | NHL razem              | NHL razem | 890 | 80 | 418 | 498 | 1251 | 86 | 8 | 53 | 61 | 102 |